# Jolanta Polikevičiūtė
Jolanta Polikevičiūtė (* 25. September 1970 in Panevėžys, Litauische SSR, Sowjetunion) ist eine ehemalige litauische Radrennfahrerin.
Jolanta Polikevičiūtė war von 1994 bis 2009 als Radrennfahrerin aktiv. 1994 wurde sie gemeinsam mit ihrer Zwillingsschwester Rasa, Diana Žiliūtė und Liuda Triabaitė Vize-Weltmeisterin im Mannschaftszeitfahren. Ein weiterer großer Erfolg war ihr Sieg beim Trophée d’Or Féminin 1998.
Dreimal – 1996, 2004 und 2008 – startete Polikevičiūtė bei Olympischen Spielen. Ihre beste Platzierung war der fünfte Platz im Straßenrennen 1996 in Atlanta.
Sie war bis zu seinem Tod im Mai 2019 verheiratet mit dem ehemaligen Radrennfahrer Wiktor Manakow. Das Ehepaar hat einen Sohn, Wiktor Manakow, der seinerseits inzwischen als Radrennfahrer erfolgreich ist.

## Erfolge
1994
- Vize-Weltmeisterin – Mannschaftszeitfahren (mit Rasa Polikevičiūtė, Diana Žiliūtė und Liuda Triabaitė)

1998
- Trophée d’Or Féminin

1999
- eine Etappe Women’s Challenge

2000
- eine Etappe Grande Boucle Féminine

2002
- eine Etappe Giro d’Italia Donne

2004
- eine Etappe Giro della Toscana Femminile – Memorial Michela Fanini
- eine Etappe Emakumeen Bira